# 阿拉瓜苏
阿拉瓜苏是巴西托坎廷斯州的一个市镇。总面积5167.886平方公里，总人口8989人，人口密度1.7人/平方公里。